# Песталоция
Пестало́ция (лат. Pestalotia) — род грибов, входящий в класс сордариомицеты.
Традиционно считался крупным родом преимущественно фитопатогенных несовершенных грибов, однако после ревизий Р. Стейарта в его составе был оставлен только типовой вид — Pestalotia pezizoides. Множество видов были перенесены в Pestalotiopsis и другие роды, однако целый ряд до настоящего времени остаётся не перенесённым из Pestalotia.

## Описание
Ацервулы (ложа) в группах или рассеянные, 225—600×100—300 мкм, расположенные на толстой студенистой строме, напоминающие апотеции. Конидии удлинённо-веретеновидные, иногда несколько асимметричные, шестиклеточные, 27—36×6—9 мкм. Средние четыре клетки оливково-коричневые, с масляными каплями. Крайние клетки гиалиновые, нижняя иногда слабо окрашенная. Верхняя клетка с ресничковидными придатками, они ветвистые, 2—5 мкм длиной, или простые, 6—18 мкм длиной, реже придаток один, разветвлённый, 12—31 мкм длиной.
Виды Pestalotiopsis отличаются пятиклеточными конидиями. Шестиклеточные конидии имеются у представителей Seiridium.

## Экология
Растительный паразит, встречающийся на стеблях винограда видов Vitis vinifera, Vitis riparia и других.

## Таксономия и систематика
Род был назван итальянским ботаником-криптогамистом Джузеппе де Нотарисом (1805—1877) по имени врача и ботаника-любителя, друга автора, Фортунато Песталоцци (итал. Fortunato Pestalozza, 1809—1878), отсылавшего образцы растений из Турции и Сирии Де Нотарису и Эдмону Буассье.
Pestalotia De Not., Mem. Reale Accad Sci. Torino ser. 2, 3: 80 (1841)
Pestalotia pezizoides De Not., ibid. (1841)typus
= Pestalotia ampelogena Bres., Stud. Trent., Classe II, Sci. Nat. Econ. 7 (1): 73 (1926)
= Pestalotia ramosa J.V.Almeida, Revista Agron. (Lisbon) 1: 25 (1903)